# Anna Ibrisagic
Anna Ibrisagic (ursprünglich: Amna Ibrisagić; * 23. Mai 1967 in Sanski Most, Bosnien und Herzegowina, damaliges Jugoslawien) ist eine schwedische Politikerin in der Partei Moderaterna und Abgeordnete im Europaparlament.
Ibrisagic ist in Bosnien aufgewachsen und ausgebildete Opernsängerin, Musiklehrerin und Ökonomin. Sie lebt heute im nordschwedischen Luleå. Zu ihren bisherigen Tätigkeiten zählen Klavierlehrerin, Sprachlehrerin, Übersetzerin sowie Exportverantwortliche und Geschäftsführerin für die Handelskammer der Provinz Norrbotten. Sie übersetzte unter anderem Carl Bildts Buch Uppdrag fred (Auftrag Frieden) ins Bosnische und Serbische.

## Politische Aufträge

### In Schweden
- Mitglied des Stadtrates in Luleå 1998–2002,
- Mitglied der Parteileitung bei den Moderaten 2001–
- Abgeordnete im schwedischen Reichstag 2002–2004
  - Mitglied der Ausschüsse für Ausbildung und Kultur 2002–2004

### Im Europaparlament
- Abgeordnete im Europaparlament 2004–2009
  - Ausschuss für auswärtige Angelegenheiten, Menschenrechte, Gemeinsame Sicherheit und Verteidigungspolitik, Mitglied
  - Ausschuss für Beschäftigung und soziale Angelegenheiten, Beisitzer

In der Periode 2009 bis 2014 war sie Mitglied im Ausschuss für auswärtige Angelegenheiten und in der Delegation für die Beziehungen zu Albanien, Bosnien und Herzegowina, Serbien, Montenegro sowie Kosovo.
Als Stellvertreterin ist sie im Ausschuss für Verkehr und Fremdenverkehr, im Unterausschuss für Sicherheit und Verteidigung und in der Delegation im Gemischten Parlamentarischen Ausschuss EU-Ehemalige Jugoslawische Republik Mazedonien.